# Kauam Bento
Pour les articles homonymes, voir Bento (homonymie).
Kauam Kamal Aleixo Bento (né le 10 janvier 1993 à São Carlos) est un athlète brésilien, spécialiste du triple saut.
Son meilleur saut est de 16,89 m obtenu en 2014, la même année où il devient champion d'Amérique du Sud espoirs à Montevideo.
En tant que junior, il atteint la finale des Championnats du monde juniors 2012 à Barcelone.